# Бабьегородская плотина
Бабьегородская плотина — бывшее гидросооружение, располагавшееся на Москве-реке, на местности выше чем Большой Каменный мост между современными Берсеневской и Пречистенской (бывшей Кропоткинской) набережными. Своё название получило от близлежащей исторической местности Бабий городок, которая находилась между современными Крымской набережной и Большой Якиманкой.

## История
В 1786 году был построен Водоотводный канал и Москва-река была ограничена[как?] между Берсеневкой и Остожьем. Это было сделано для уменьшения ущерба от паводков, тогда и возникла идея с постройкой плотины. После 1812 года Москва отстраивалась, начала подниматься промышленность и торговля, но транспортная система не была развита, сделали упор на речной транспорт. В это время решили воплотить в жизнь идею с плотиной, которая увеличила бы уровень воды.
Бабьегородская плотина сооружена в 1836 году с целью повышения судоходных глубин. Для судоходства по Москве-реке применялся Водоотводный канал, в его конце была возведена около 1836 года Краснохолмская плотина со шлюзом.
Подъём уровня воды составил 2,8 метра, при этом был затоплен Крымский брод. Ритм работы плотины делился на 2 части: во время весеннего ледохода, когда она разбиралась, и после паводка, когда собиралась — это занимало одну неделю.
Зимой здесь часто проводили своё свободное время местные обитатели: устраивали кулачные бои, бои стенка на стенку, в них в основном побеждали рабочие с ткацкой фабрики Бутиковых.
В 1923 году на плотине была установлена ГЭС с целью демонстрации использования гидроэнергии для сельского хозяйства в рамках Всероссийской сельскохозяйственной выставки.
В 1937 году Бабьегородская плотина была ликвидирована, так как после постройки канала Волга-Москва и сопутствующих гидросооружений согласно плану обводнения Москвы, плотина оказалась в зоне подпора Перервинского гидроузла.